# Accident (film 2009)
Accident (Yi Ngoi) è un film del 2009 diretto da Pou-Soi Cheang.

## Trama
Ho "Il Cervello" (Louis Koo) dirige una piccola banda di assassini professionisti, che uccidono su commissione mascherando i loro crimini dietro incidenti che sembrano causali. Di carattere impassibile e meticoloso, dopo che un loro piano va storto, crede di essere vittima di un complotto ordito dall'agente assicurativo Chan Fong-chow (Richie Jen).

## Riconoscimenti
- 2010 - Hong Kong Film Awards
  - Miglior attrice non protagonista a Michelle Ye
  - Nomination Migliore sceneggiatura a Kam-Yuen Szeto, Lik-Kei Tang e alla Milkyway creative team
  - Nomination Miglior montaggio a David M. Richardson
  - Nomination Miglior attore non protagonista a Shui-Fan Fung
- 2009 - Nantes Three Continents Festival
  - Nomination Golden Montgolfiere a Pou-Soi Cheang
- 2009 - Sitges - Festival internazionale del cinema fantastico della Catalogna
  - Nomination Migliore Film a Pou-Soi Cheang
- 2009 - Tokyo Filmex
  - Nomination Grand Prize a Pou-Soi Cheang
- 2009 - Mostra internazionale d'arte cinematografica
  - Nomination Leone d'oro al miglior film a Pou-Soi Cheang